# NGC 129
NGC 129 је расејано звездано јато у сазвежђу Касиопеја које се налази на NGC листи објеката дубоког неба.
Деклинација објекта је + 60° 12' 42" а ректасцензија 0h 29m 58,0s. Привидна величина (магнитуда) објекта NGC 129 износи 6,5. NGC 129 је још познат и под ознакама OCL 294.